# Фудбалски савез Канаде
Фудбалски савез Канаде (енгл. Canadian Soccer Association је главна фудбалска организација Канаде која руководи фудбалским спортом у земљи, као и њеном фудбалском репрезентацијом. Седиште организације је у Отави.
Иако се фудбал почео играти у овој земљи од краја 19. века, Фудбалски савез Канаде основан је 1912. године, под окриљем Фудбалског савеза Енглеске. Члан ФИФА је од 1913, а у КОНКАКАФ (Северно-средњоамеричка и карипска фудбалска конфедерација) од оснивања ове организације 1961. године.
Први фудбалски клуб у Канади је Монтреал основан 1868. године. Лигашка такмичења нису се одржавала у континуитету. Од 1970. најбољи канадски клубови такмичили су се у америчкој НАСЛ лиги. 
Од 1987—1992 играла се Канадска фудбалска лига. Најуспешнији клуб био је Ванкувер са четири титуле.
Такмичења се Куп Канаде имало је дужу традицију 1913—1997. Најуспешнији клуб је Вестминстер Ројал са 10 победа. 
Прву међународну утакмицу репрезентација је одиграла у Њујорку 28. новембра 1885. против репрезентације САД и победила са 1:0. Боја дресова репрезентације је црвена и бела. 